# Шаваржаки
Шаваржаки — деревня в Советском районе Кировской области России. Входит в состав Кичминского сельского поселения.

## География
Деревня находится в южной части Кировской области, в зоне хвойно-широколиственных лесов, на правом берегу реки Немды, на расстоянии приблизительно 48 километров (по прямой) к юго-юго-западу (SSW) от города Советска, административного центра района. Абсолютная высота — 116 метров над уровнем моря.
Климат
Климат характеризуется как умерено континентальный, с тёплым летом и холодной длительной зимой. Среднегодовая температура — 2 — 2,3 °C. Средняя температура воздуха самого холодного месяца (января) составляет −14 °C; самого тёплого месяца (июля) — 18,2 — 18,3 °C. Период с отрицательными температурами длится около 160 дней. Годовое количество атмосферных осадков — 530—550 мм.

## История
Постановление Думы Кировской области от 01.11.1996 № 27/165 уточнено название деревни Шаваржаково, как деревня Шаваржаки.

## Население
| 2010 |
| ---- |
| 105  |

Половой состав
По данным Всероссийской переписи населения 2010 года в гендерной структуре населения мужчины составляли 50,5 %, женщины — соответственно 49,5 %.
Национальный состав
Согласно результатам переписи 2002 года, в национальной структуре населения русские составляли 92 % из 251 чел.